# Anna Häfele

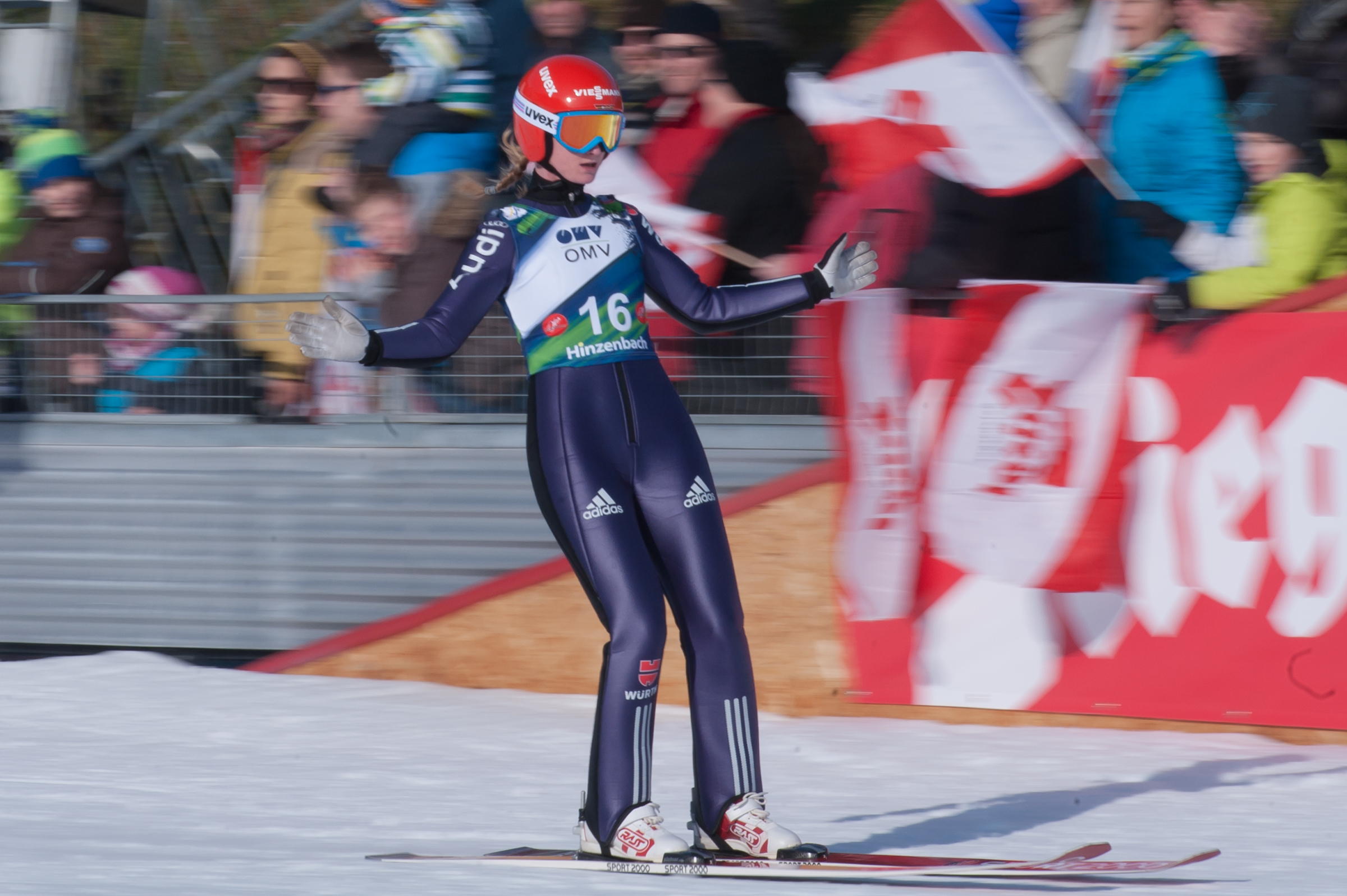
Anna Häfele in Hinzenbach 2015

Anna Häfele (* 26. Juni 1989 in Arolsen) ist eine ehemalige deutsche Skispringerin, die für den SC Willingen startete.

## Werdegang
Häfele betrieb zunächst Skilanglauf und wechselte im Alter von neun Jahren zum Skispringen, nachdem ihr Bruder sie zu einem Training mitnahm. Bei Sommerskispringen 2003 trat sie erstmals bei einem internationalen Springen an. 2004 folgte die erste Teilnahme am FIS-Ladies-Grand-Prix. Bei der im August 2004 in Meinerzhagen ausgetragenen deutschen Meisterschaft verpasste sie mit einem vierten Platz im Einzel das Podest nur knapp. Beim FIS Ladies Grand Prix 2005, der nun im Rahmen des neu eingeführten Ladies-Continental-Cups (COC) ausgetragen wurde, konnte sie ihrer ersten Continental-Cup-Punkte sammeln. Auch im folgenden Winter 2005/06 nahm sie an mehreren COC-Springen teil und schaffte mehrfach den Sprung unter die besten 20. An der im Februar 2006 in Kranj ausgetragenen Junioren-Weltmeisterschaft nahm sie ebenfalls teil und erreichte dort den 19. Platz. Während des Continental Cups 2006/07 konnte sie sich immer in den Punkterängen platzieren und belegte am Saisonende mit einem 31. Platz ihr bis dahin bestes Ergebnis in der Gesamtwertung. Trotz der guten Leistungen im COC war sie bei der Juniorenweltmeisterschaft 2007 in Tarvisio nur als Ersatzstarterin vor Ort.
Im Sommer 2007 verbesserten sich ihre Leistungen stark und sie konnte beim COC-Auftaktspringen am 12. August 2007 in Bischofsgrün mit einem zweiten Platz ihre erste Podiumsplatzierung feiern. Sowohl während der weiteren Sommerspringen als auch im Winter 2007/08 konnte sie sich mehrfach unter den besten Zehn platzieren, so dass sie am Saisonende den 15. Platz in der Gesamtwertung des Continental Cups belegte. Bei der in Zakopane veranstalteten Juniorenweltmeisterschaft 2008 wurde sie Fünfte. Im Frühjahr 2008 musste sie aufgrund einer Erkrankung an Pfeiffer-Drüsenfieber einen wochenlangen Trainingsausfall hinnehmen. Dennoch konnte sie bei der in Oberhof stattfindenden Deutschen Meisterschaft 2008 den sechsten Platz im Einzel belegen und im Teamwettbewerb gemeinsam mit ihrer Vereinskameradin Jenna Mohr die Bronzemedaille gewinnen. Bei den Sommer-COCs 2008 war ein 13. Rang in Bischofsgrün ihr bestes Ergebnis, bei den weiteren Springen kämpfte sie zumeist um den Einzug in den zweiten Durchgang. Zum Auftakt des Continental-Cup-Winters 2008/09 konnte sie die ersten beiden Springen in Park City gewinnen. Bei den im Januar 2009 folgenden COC-Springen in Schonach belegte sie zunächst den fünften Rang, beim Springen am folgenden Tag wurde sie nach einem verunglückten Sprung im ersten Durchgang nur 28. Bei den eine Woche später in Baiersbronn stattfindenden Wettbewerben belegte sie die Plätze zehn und zwölf. Danach stieg sie aus dem Continental Cup aus, um sich gezielt für die im anstehenden Weltmeisterschaften vorzubereiten. Bei der Junioren-WM im slowakischen Štrbské Pleso gewann sie am 6. Februar 2009 die Silbermedaille hinter ihrer Teamkollegin Magdalena Schnurr. Bei den Nordischen Skiweltmeisterschaften 2009 konnte sie zwar einen von vier durchgeführten offiziellen Trainingsdurchgängen gewinnen, belegte jedoch im eigentlichen Wettbewerb nur den achten Platz. Bei den nach der WM in Japan ausgetragenen Abschlussspringen des COCs belegte sie mit Ausnahme von einem Springen in Zaō, bei dem sie nur 14. wurde, stets Plätze unter den besten Zehn. In der Gesamtwertung des Continental Cups 2008/09 konnte sie mit dem 6. Platz ihre bis dahin beste Platzierung feiern.
Bei der Nordischen Skiweltmeisterschaft 2011 erreichte Häfele von der Normalschanze den 35. Platz. Zum Sommer-Continental Cup 2011 erreichte sie in Bischofsgrün zwei Top-10-Platzierungen, wobei sie einmal nur knapp das Podium verfehlte und Vierte wurde. Bei den Deutschen Meisterschaften 2011 in Meinerzhagen wurde sie deutsche Meisterin. Am 3. Dezember 2011 debütierte sie im Weltcup, erreichte den 16. Platz. Häfele startet für den Verein ihres Heimatortes Willingen, den SC Willingen. Im August 2008 begann sie eine Ausbildung an der Sportschule der Bundespolizei in Bad Endorf. Anfang Februar 2014 erreichte Häfele mit Platz neun in Hinzenbach ihr bestes Weltcup Resultat. Zwei Wochen später belegte sie den zweiten Rang beim Continental Cup in Lahti, bevor sie sich am Folgetag den Tagessieg holte.
Ende März 2015 gab Häfele über die Homepage des SC Willingen bekannt, dass sie sich nach langen Überlegungen dazu entschieden habe, ihre aktive Sportlerkarriere nach der Saison 2014/2015 zu beenden. Anna Häfele bestreitet seit dem 1. November 2019 ihre Laufbahn bei der Bundespolizei am Flughafen Düsseldorf.

## Erfolge

### Continental-Cup-Siege im Einzel
| Nr. | Datum             | Ort       | Typ           |
| --- | ----------------- | --------- | ------------- |
| 1.  | 12. Dezember 2008 | Park City | Normalschanze |
| 2.  | 12. Dezember 2008 | Park City | Normalschanze |
| 3.  | 18. Dezember 2008 | Whistler  | Normalschanze |
| 4.  | 16. Februar 2014  | Lahti     | Normalschanze |

## Statistik

### Weltcup-Platzierungen
| Saison  | Platz | Punkte |
| ------- | ----- | ------ |
| 2011/12 | 16.   | 181    |
| 2012/13 | 50.   | 008    |
| 2014/15 | 32.   | 042    |

### Continental-Cup-Platzierungen
| Saison  | Platz | Punkte |
| ------- | ----- | ------ |
| 2004/05 | 38.   | 18     |
| 2005/06 | 34.   | 62     |
| 2006/07 | 31.   | 145    |
| 2007/08 | 15.   | 310    |
| 2008/09 | 06.   | 557    |
| 2009/10 | 26.   | 125    |
| 2010/11 | 14.   | 310    |
| 2011/12 | 21.   | 080    |